# Walker (serie televisiva)
Walker è una serie televisiva statunitense creata da Anna Fricke, e trasmessa dal 2021 al 2024, per quattro stagioni, da The CW.
Questa serie è un reboot della più nota serie Walker Texas Ranger, in onda dal 1993 al 2001. Il ruolo del protagonista è qui interpretato da Jared Padalecki.

## Trama
Cordell Walker è uno dei migliori Texas Ranger della città di Austin. Dopo la morte dell'amata moglie Emily decide di entrare in una missione sotto copertura che lo terrà lontano dai suoi figli, dai suoi genitori e da suo fratello per undici lunghi mesi. Ritornare al suo lavoro non sarà semplice: il suo ex-partner Larry James è diventato il nuovo capitano dei ranger, i suoi figli si sono sentiti abbandonati nel momento del bisogno e Walker ha una nuova partner, la Texas Ranger Micki Ramirez, con cui dovrà fare amicizia. Ma il passato non ha finito con Walker, sia per il suo lavoro sotto copertura, sia per la morte della moglie, un caso non ancora del tutto risolto e che porterà Walker a scoprire dure verità.

## Episodi
| Stagione         | Episodi | Prima TV USA | Prima TV Italia |
| ---------------- | ------- | ------------ | --------------- |
| Prima stagione   | 18      | 2021         | 2022            |
| Seconda stagione | 20      | 2021-2022    | 2024            |
| Terza stagione   | 18      | 2022-2023    | 2024            |
| Quarta stagione  | 13      | 2024         | inedita         |

## Personaggi e interpreti

### Principali
- Cordell Beauregard Walker (stagione 1-4), interpretato da Jared Padalecki, doppiato da David Chevalier.
Un Texas Ranger che è appena tornato a casa dopo un lungo incarico sotto copertura.
- Michelle Floriana "Micki" Ramirez (stagione 1-2), interpretata da Lindsey Morgan, doppiata da Eleonora Reti.
La nuova partner di Walker nei Texas Ranger.
- William "Liam" Walker (stagione 1-4), interpretato da Keegan Allen, doppiato da Flavio Aquilone.
Fratello minore di Cordell e assistente procuratore distrettuale per la città di Austin.
- Abeline Walker (stagione 1-4), interpretata da Molly Hagan, doppiata da Barbara Castracane.
Madre di Cordell e Liam; ha avuto una breve relazione con Gary, un uomo che lavora alla "Morrison Seed & Tack".
- Stella Walker (stagione 1-4), interpretata da Violet Brinson, doppiata da Chiara Fabiano.
Figlia sedicenne di Cordell.
- August Walker (stagione 1-4), interpretato da Kale Culley, doppiato da Mattia Fabiano.
Figlio quattordicenne di Cordell.
- Larry James (stagione 1-4), interpretato da Coby Bell, doppiato da Andrea Lavagnino.
Ex-partner di Walker, è diventato capitano dei Texas Ranger durante l'assenza di quest'ultimo.
- Trey Barnett (stagione 1-4), interpretato da Jeff Pierre, doppiato da Edoardo Stoppacciaro.
Medico militare fidanzato di Micki Ramirez.
- Bonham Walker (stagione 1-4), interpretato da Mitch Pileggi, doppiato da Pasquale Anselmo.
Padre di Cordell e Liam.
- Geraldine "Geri" Broussard (stagione 1-4), interpretata da Odette Annable, doppiata da Benedetta Degli Innocenti.
Amica di vecchia data di Cordell ed Emily, gestisce il bar Side Step.
- Cassie Perez (stagione 2-4), interpretata da Ashley Reyes, doppiata da Eva Padoan.
Una Texas Ranger di Dallas che diventerà la nuova partner di Walker.

### Ricorrenti
- Emily Walker, interpretata da Genevieve Padalecki, doppiata da Francesca Manicone.
Moglie defunta di Cordell, madre di Stella e August. Uccisa in circostanze misteriose.
- Hoyt Rawlins (stagione 1), interpretato da Matt Barr, doppiato da Paolo Vivio.
Migliore amico di Codell ed ex-fidanzato di Geri. È ancora innamorato di lei.
- Bret (stagione 1-4), interpretato da Alex Landi, doppiato da Federico Viola.
Fidanzato di Liam.
- Isabel "Bel" Muñoz (stagione 1-in corso), interpretata da Gabriela Flore.
Migliore amica di Stella, figlia di genitori immigrati clandestini sprovvisti della Green Card.
- Stan Morrison (stagione 1), interpretato da Jeffrey Nordling, doppiato da Maurizio Fiorentini.
Capo del Texas Department of Public Safety e amico della famiglia Walker.
- Ruby (stagione 1), interpretata da Madelyn Kientz.
Amica di August; il ragazzo nutre attrazione verso di lei.
- Connie Richards (stagione 1), interpretata da Mandy McMillian.
Receptionist e hacker del Texas Department of Public Safety.
- Clint West (stagione 1), interpretato da Austin Nichols, doppiato da Davide Albano.
Leader dei Rodeo Kings, la banda criminale che Walker ha contribuito a mandare in carcere.
- Trevor Strand (stagione 1), interpretato da Gavin Casalegno, doppiato da Federico Bebi.
Figlio di Clint West, farà amicizia con Stella fino ad innamorarsene.
- Carlos Mendoza (stagione 1), interpretato da Joe Perez.
L'omicida reo confesso di Emily Walker.
- Todd, interpretato da Cameron Vitosh.
Amico di August e Stella.
- Colton Davidson (stagione 2-3), interpretato da Jalen Thomas Brooks, doppiato da Giulio Bartolomei.
È il figlio di Denise Davidson e Dan Miller. Ha una relazione con Stella
- Denise Davidson (stagione 2), interpretata da Amara Zaragoza, doppiata da Domitilla D'Amico.
È il nuovo procuratore distrettuale e membro della Famiglia Davidson, rivali di lunga data con la famiglia Walker. Ha avuto una storia con Cordell.
- Dan Miller (stagione 2), interpretato da Dave Annable, doppiato da Stefano Crescentini.
Marito di Denise, anche se ha seri problemi coniugali, è furioso con la famiglia Walker per la faida tra le famiglie.
- Gale Davidson (stagione 2), interpretata da Paula Marshall, doppiata da Valeria Perilli.
È la madre di Denise. Prova molto astio verso la famiglia Walker per un tragico incidente avvenuto a suo marito Marv molti anni addietro.
- Faye, interpretata da Bella Samman.
È una delle amiche di Stella; August è molto attratto da lei.

### Guest
- Adriana Ramirez, interpretata da Alex Meneses, doppiata da Laura Boccanera.
Psichiatra e presunta madre di Micki, nasconde un segreto.
- Twyla Jean, interpretata da Karissa Lee Staples, doppiata da Gaia Bolognesi.
Una banchiera finita nel mirino di Clint West, diventerà membro dei Rodeo Kings. Sembra innamorata di Duke Culpepper, non sapendo che in realtà è il nome fittizio che Walker utilizza sotto copertura.
- Alma Muñoz, interpretata da Karina Dominguez.
Madre di Isabel "Bel" Muñoz, è un'immigrata clandestina sprovvista della Green Card.
- Lorenzo Muñoz, interpretato da Ricky Catter.
Padre di Isabel "Bel" Muñoz, è un immigrato clandestino sprovvisto della Green Card.
- Jordan, interpretato da Chris Labadie.
Ex detenuto, a causa sua Walker finirà sotto inchiesta.
- Crystal Strand West, interpretata da Rebekah Graf, doppiata da Valentina De Marchi.
Moglie di Clint West e madre del giovane Trevor Strand, fa parte dei Rodeo Kings.
- Jaxon Davis, interpretato da Clayton Froning, doppiato da Gianluca Tusco.
Membro della banda criminale Rodeo Kings.
- Mercedes Ruiz, interpretata da Leticia Jimenez, doppiata da Francesca Zavaglia.
Fatta passare per una paziente della dottoressa Ramirez, in realtà si scoprirà esserne la sorella. Insieme ad Adriana nasconde un segreto.
- Cali, interpretata da Katrina Begin, doppiata da Chiara Gioncardi.
Fa parte della banda criminale Northside Nation. È coinvolta nella morte di Emily, la moglie del Texas Ranger Walker.
- Oswald, interpretato da Jeremy Lawson, doppiato da Gabriele Sabatini.
Membro della banda criminale Northside Nation.
- Minnie Jayne, interpretata da Crystal Monee Hall, doppiata da Monica Bertolotti.
Famosa musicista che si esibisce in varie città, compresa Austin; Micki pensa che lei sia una famosa ladra a cui dà la caccia da anni.
- Gary, interpretato da Yanis Kalnins.
Lavora per Stan Morrison alla "Morrison Seed & Tack". Ha avuto una breve relazione con Abeline Walker.
- Joy Caldwell, interpretata da Dana Wheeler-Nicholson, doppiata da Alessandra Korompay.
Lavora in un gruppo di sostegno per i Narcotici Anonimi ma in realtà è una truffatrice. Verrà arrestata grazie all'aiuto di Mercedes.
- Tenente Owen Campbell, interpretato da Jesse Bush, doppiato da Stefano Alessandroni.
È un poliziotto corrotto che il capitano James cercherà in tutti i modi di arrestare. Campbell cercherà di incastrare il figlio di James, Dj, ma grazie a Stella sarà lui ad essere arrestato.
- Dominic "Dj" James, interpretato da Joshua Brockington, doppiato da Manuel Meli.
È il figlio del capitano Larry James.
- Keesha Barnett, interpretata da Schelle Purcell, doppiata da Tiziana Avarista.
È la vivace madre di Trey e spera di avere, in futuro, molti nipotini.
- Travis Pike, interpretato da Eric Nelsen, doppiato da Stefano Sperduti.
Uomo mentalmente instabile, chiamerà la polizia dicendo di aver messo una bomba nella scuola dove si tiene il dibattito tra Liam e Stan per la carica di procuratore distrettuale.
- Byron Santos, interpretato da Fernando Rivera.
Giornalista che indaga sulla Northside Nation. Verrà ucciso accidentalmente da Stan Morrison.
- Cordell Beauregard Walker da ragazzo, interpretato da Mason Thames.
- Thomas Serano (stagione 2), interpretato da Henderson Wade.
È il capo della Northside Nation.
- Garrison Murphy (stagione 2), interpretato da Matthew Barnes.
È l'ex-fidanzato di Micki.

## Produzione e distribuzione
Nel febbraio 2021, la serie viene rinnovata per una seconda stagione, che verrà trasmessa dal 28 ottobre 2021.
In Italia la prima stagione della serie viene trasmessa, ogni domenica, dal 12 settembre 2021, su Italia 1.